# Joppidium caeruleipenne
Joppidium caeruleipenne är en stekelart som beskrevs av Cameron 1885. Joppidium caeruleipenne ingår i släktet Joppidium och familjen brokparasitsteklar. Inga underarter finns listade i Catalogue of Life.